# Vali ASR Kerman/Saison 2011
Dieser Artikel listet Erfolge und Mannschaft des Radsportteams Vali ASR Kerman in der Saison 2011 auf.

## Erfolge in der UCI Asia Tour
| Datum        | Rennen                       | Kat. | Fahrer          |
| ------------ | ---------------------------- | ---- | --------------- |
| 3. September | 2. Etappe Milad De Nour Tour | 2.2  | Hossein Nateghi |
| 5. September | 4. Etappe Milad De Nour Tour | 2.2  | Hossein Nateghi |

## Abgänge – Zugänge
| Zugänge                       | Team 2010            | Abgänge              | Team 2011                 |
| ----------------------------- | -------------------- | -------------------- | ------------------------- |
| Hossein Nateghi               | Azad University Iran | Ali Reza Asgharzadeh | Tabriz Petrochemical Team |
| Omid Mohammadi                | Neoprofi             | Ehsan Nekheie        | Unbekannt                 |
| Sajjad Zangi                  | Neoprofi             |                      |                           |
| Sajjad Hashemi (ab 1. August) | Neoprofi             |                      |                           |

## Mannschaft
| Name                   | Geburtstag         | Nationalität |
| ---------------------- | ------------------ | ------------ |
| Amin Eslampour         | 28. Februar 1989   | Iran         |
| Sajjad Hashemi         | 22. Dezember 1992  | Iran         |
| Jaeel Islami           | 18. September 1978 | Iran         |
| Omid Mohammadi         | 3. Mai 1990        | Iran         |
| Hossein Moinaldini     | 29. Juli 1976      | Iran         |
| Hossein Nateghi        | 8. Februar 1987    | Iran         |
| Saeed Nateghi          | 20. September 1987 | Iran         |
| Moezeddin Seyed Rezaei | 27. Mai 1979       | Iran         |
| Mostafa Seyed Rezaei   | 6. August 1984     | Iran         |
| Mohammad Zangi         | 14. Juni 1990      | Iran         |
| Sajjad Zangi           | 18. November 1992  | Iran         |

## Platzierungen in UCI-Ranglisten
UCI Asia Tour 2011
|      | Fahrer                 | Punkte |
| ---- | ---------------------- | ------ |
| 48.  | Hossein Nateghi        | 60     |
| 165. | Moezeddin Seyed Rezaei | 14     |